# Ural Jekaterinburg
Der OAO Futbolny klub «Ural» (russisch Футбольный клуб «Урал»), im deutschsprachigen Raum bekannt als Ural Jekaterinburg, ist ein 1930 gegründeter russischer Fußballverein aus Jekaterinburg in der Oblast Swerdlowsk. Unter seinem alten Namen Uralmasch Swerdlowsk bzw. Jekaterinburg war der Club 1969 sowjetischer, sowie 1992–1996 russischer Erstligist und 1996 Halbfinalist des UEFA Intertoto Cups. Nach einigen Jahren in der drittklassigen 2. Division spielte der Club seit 2005 durchgehend im Mittelfeld der zweiten russischen Liga, bis die Rückkehr in die Premjer-Liga nach der Saison 2012/13 gefeiert wurde.

## Sowjetische Meisterschaft
Der Verein entstand 1930 um das im Bau befindliche Uralmasch-Werk im damaligen Swerdlowsk und war die meiste Zeit nach diesem benannt. Erste Namen waren 1930–33 Uralmaschstroj (russisch Уралмашстрой), 1933 mit Eröffnung des Werkes bis in den Zweiten Weltkrieg Uralmaschsawod (russisch Уралмашзавод). In den 1940er/50er Jahren nannte sich der Club meist Awangard (1943, 1947/48, 1953–57, russisch Авангард), aber auch Zenit (1944–46, russisch Зенит), Maschinostroitel (1958/59, russisch Машиностроитель) und auch erstmals 1949–52 Uralmasch (russisch Уралмаш). In den ersten Jahren nahm der Club an der Stadtmeisterschaft von Swerdlowsk teil und wurde 1935/36 Stadtmeister. Unmittelbar nach dem Zweiten Weltkrieg spielte der Club in der zweiten Spielklasse der UdSSR. Als 1950 die Anzahl der Staffeln der Spielklasse massiv verringert wurde, wurde der Club ausgeschlossen, aber 1953 wieder aufgenommen. 1962 gewann der Club seine Staffel der 2. Spielklasse, bei der anschließenden Aufstiegsrunde mit den anderen vier Staffelersten reichte der dritte Platz nicht für den Aufstieg in die oberste Unionsliga. In den 1960er Jahren erreichte der Club danach jedoch zweimal das Viertelfinale des sowjetischen Pokals (1965/66 und 1967/68) und gelang als Meister der unionsweiten 2. Spielklasse der Aufstieg in die oberste UdSSR-Liga, auf den jedoch der sofortige Abstieg folgte. In den restlichen Jahren bis zum Ende der UdSSR schwankte der Club zwischen 2. und 3. Spielklasse, erst in den letzten Jahren der Sowjetunion ging es mit dem Club wieder bergauf. 1990/91 erreichte Uralmasch wieder das Viertelfinale des Pokals der UdSSR und konnte sich als Dritter der letzten Saison der zweitklassigen 1. Liga der UdSSR für die erste Saison der höchsten Liga der Russischen Meisterschaft qualifizieren.

## Russische Meisterschaft
In der russischen Meisterschaft konnte sich der Club meist im Mittelfeld halten. In der Saison 1992 wurde Uralmaschs Stürmer Juri Matwejew russischer Torschützenkönig, doch litt der Club stark unter den finanziellen Schwierigkeiten seines Eigentümers Uralmasch. 1995 gelang die Qualifikation zum UEFA Intertoto Cup 1996. Doch verlor der Club zwischen den Spielzeiten 1995 und 1996 den Kern seiner Mannschaft. Matwejew ging zum ZSKA Moskau, Torhüter Waleri Gorodow zu Fakel Woronesch, auch Kapitän und Chef der Abwehr Alexei Juschow verließ den Club; dennoch konnte sich der Verein im UI Cup unter anderem gegen den ZSKA Sofia und Racing Straßburg durchsetzen und scheiterte im Halbfinale lediglich an der Auswärtstorregel. In der Meisterschaft lief es schlechter und das Team stieg als 16. ab, worauf 1997 der sofortige Abstieg aus der 1. Division in die drittklassige 2. Division folgte. 2003 erklärte Uralmasch das Ende der Unterstützung des Clubs, der sich in FK Ural umbenannte. Die Ural-Staffel der 2. Division gewann der Club mehrfach, scheiterte aber regelmäßig an den Lizenzbedingungen, bis die Mannschaft 2004 als einer der Staffelmeister der 2. Division in die 1. Division aufstieg, wo sich der Club seitdem im oberen Mittelfeld hält. Höhepunkt der Jahre seit 2004 war das Erreichen des Halbfinales des russischen Pokals 2007/08, wo das Team mit 0:1 auswärts an Amkar Perm scheiterte.
In der Saison 2012/13 konnte der FK Ural nach einer ständigen Steigerung bereits am drittletzten Spieltag den Schritt in die Premier-Liga feiern. Am zweitletzten Spieltag stand der Sieg in der FNL fest. In der Saison 2014/15 rettete sich der Verein auf den 13. Tabellenplatz (Relegationsplatz). In der Relegation traf der FK Ural auf Tom Tomsk und sicherte sich mit einem Sieg und einem Unentschieden den Klassenerhalt.

## Erfolge
Russischer Pokalfinalist: 2017, 2019, 2023

## Stadion
Der FK Ural trägt üblicherweise seine Heimspiele im 27.000 Zuschauer fassenden Zentralstadion aus, das bereits im Jahre 1957 erbaut wurde. Von 2015 bis 2018 fanden die Heimspiele im Uralmasch-Stadion, welches damals den Namen SKB-Bank Arena trug, statt, da das Zentralstadion für die Fußball-Weltmeisterschaft 2018 komplett umgebaut wurde.

## Ligen und Platzierungen
(Quelle:)

### Russland
(grün = 1. Liga, gelb = 2. Liga (1. Division), pink = 3. Liga (2. Division); * Erster der 4. Staffel der Klasse B/Russische SFSR, Dritter der Finalrunde der Staffelsieger.; ** Übergang des Saisonrhythmus von Kalenderjahr auf Herbst/Frühlingsrhythmus)

## Zweite Mannschaft
Die zweite Mannschaft von Ural Jekaterinburg hat ebenfalls den Profistatus inne und spielt 2024 in der vierthöchsten Spielklasse 2. Liga Division B.

## Ehemalige Spieler
| Russland - Spartak Gognijew - Alexander Jerochin - Artur Nigmatullin - Roman Pawljutschenko - Jewgeni Pomasan - Igor Portnjagin - Alexander Rjasanzew - Nikolai Sabolotny - Jewgeni Sawin - Wladimir Schischelow - Igor Smolnikow - Fjodor Smolow - Sergei Tkatschow - Nikita Tschernow - Oleg Weretennikow - Wjatscheslaw Andrejuk | GUS und ehemalige Sowjetunion - Artak Aleksanjan - Warasdat Harojan - Edgar Manutscharjan - Aleksandr Dmitrijev - Jimmy Tabidse - Giorgi Tschanturia - Georgi Schukow - Arūnas Klimavičius - Robertas Poškus - Igor Bugaiov - Serghei Rogaciov - Ihor Kalinin - Aljaksandr Martynowitsch - Dsjanis Paljakou - Juryj Schaunou - Mikalaj Solatau | Europa - Nikolaj Dimitrow - Toto Tamuz - Sölvi Ottesen - Ylldren Ibrahimaj - Markus Berger - Michał Kucharczyk - Maciej Wilusz - Stefan Strandberg - Carlos Strandberg - Marco Aratore - Branko Jovičić - Zoran Kostić - Branimir Petrović - Gregor Balažic - Vladimir Koman | Südamerika - Gerson Acevedo Afrika - Mohamed Konaté - Petrus Boumal - Chisamba Lungu |

## Trainer
- Dmitri Ogai (2011)
- Alexander Tarchanow (2013–2015)
- Wiktar Hantscharenka (2015)